# Ourinhos

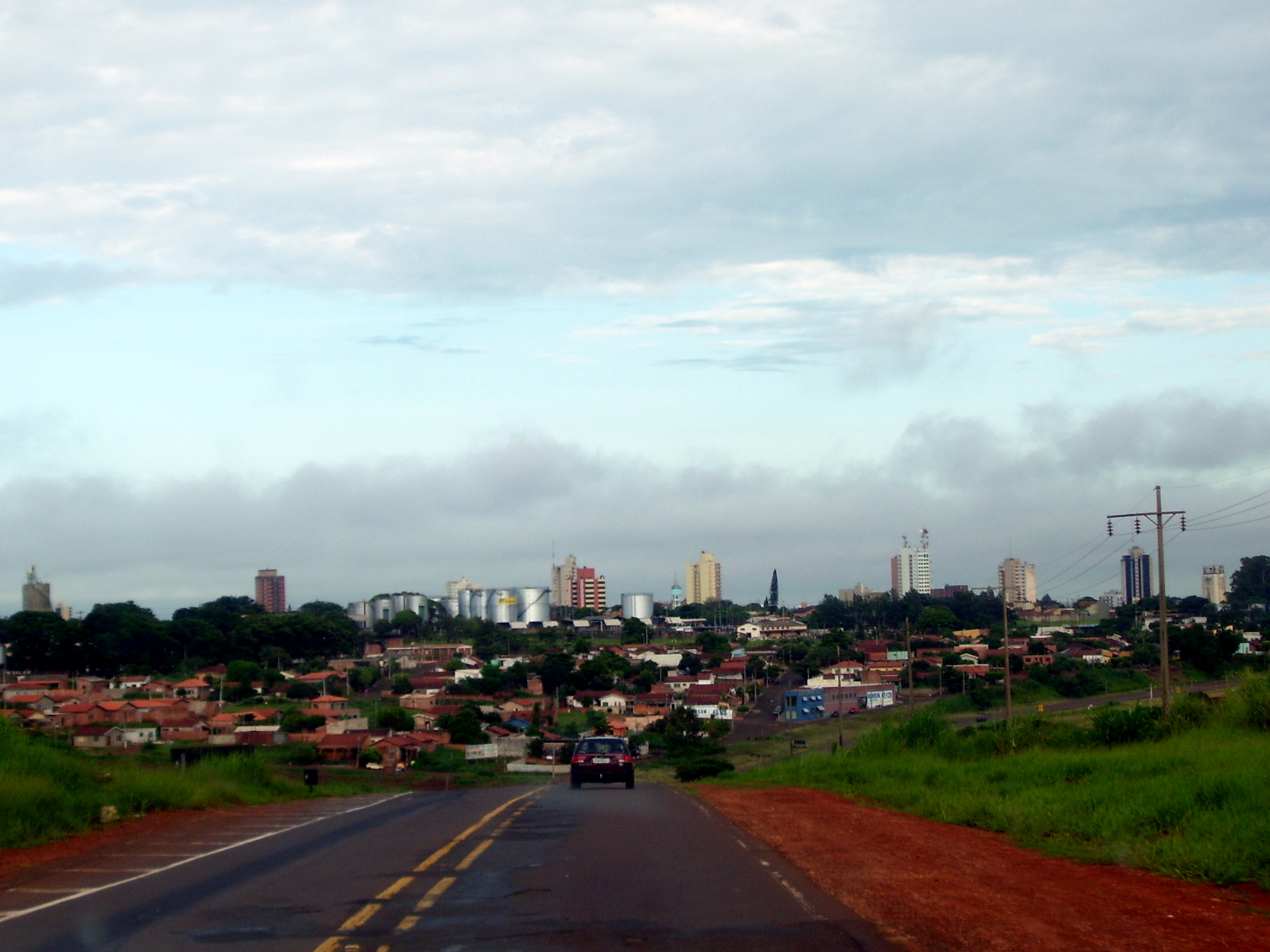

Ourinhos este un oraș în São Paulo (SP), Brazilia.